# Bodil Malmsten
Bodil Malmsten (née le 19 août 1944 et morte le 5 février 2016) est une poète et écrivaine suédoise.

## Biographie
Bodil Malmsten naît à Bjärme (Östersund) (sv). En raison de la séparation de ses parents, elle grandit chez ses grands-parents maternels, puis en accueil familial à Vällingby, Stockholm.
Elle commence sa carrière d'auteure en 1970, en collaboration avec Peter Csihas (1945–2011). Ils publient le livre pour enfants Ludvig åker.
Csihas et Malmsten sont en couple dans les années 1960 et 1970. Ils ont une enfant, Stefania (en), née en 1967.
La traduction en anglais par Frank Perry du roman Priset på vatten i Finistère est sélectionnée comme livre de la semaine (Book of the Week) par BBC Radio 4.
En 2006, Malmsten obtient un doctorat honoris causa ad gradum de la faculté de sciences humaines de la Mid Sweden University d'Östersund.
Malmsten meurt d'un cancer, chez elle à Stockholm, le 5 février 2016 à l'âge de 71 ans.

## Publications
- Dvärgen Gustaf (1977)  (ISBN 91-0-041910-9)
- Damen, det brinner! (1984)  (ISBN 91-0-046074-5)
- Paddan & branden (1987)  (ISBN 91-0-047171-2)
- B-ställningar (1987)  (ISBN 91-0-047423-1)
- Svartvita bilder (1988)  (ISBN 91-7448-975-5)
- Nåd & onåd Idioternas bok (1989)  (ISBN 91-0-047741-9)
- Nefertiti i Berlin (1990)  (ISBN 91-0-047980-2)
- Landet utan lov (1991)  (ISBN 91-0-055283-6)
- Det är ingen ordning på mina papper (1991)  (ISBN 90-364-8761-7)
- Inte med den eld jag har nu : dikt för annan dam (1993)  (ISBN 91-0-055573-8)
- Den dagen kastanjerna slår ut är jag långt härifrån (1994)  (ISBN 91-0-055900-8)
- Nästa som rör mig (1996)  (ISBN 91-0-056230-0)
- Undergångarens sånger (1998)  (ISBN 91-0-056660-8)
- Priset på vatten i Finistère (2001)  (ISBN 91-0-057718-9)
- Det är fortfarande ingen ordning på mina papper (2003)  (ISBN 91-0-010147-8)
- Kom och hälsa på mig om tusen år (2007)  (ISBN 978-91-86067-40-3)
- Det här är hjärtat (2015)  (ISBN 9789174333336)